# Euphaedra (Euphaedrana) campaspe
Euphaedra (Euphaedrana) campaspe es una especie de  Lepidoptera, de la familia Nymphalidae,  subfamilia Limenitidinae, tribu Adoliadini, pertenece al género Euphaedra, subgénero (Euphaedrana).

## Subespecies
- Euphaedra (Euphaedrana) campaspe campaspe
- Euphaedra (Euphaedrana) campaspe permixtoides (Hecq, 1986)

## Localización
Esta especie y las subespecies de Lepidoptera se encuentra distribuida en Gabón y Camerún (África). 